# Stenus melanopus
Stenus melanopus är en skalbaggsart som först beskrevs av Thomas Marsham 1802.  Stenus melanopus ingår i släktet Stenus, och familjen kortvingar. Arten är reproducerande i Sverige.